# Hectopsylla pascuali
Hectopsylla pascuali är en loppart som beskrevs av Beaucournu et Alcover 1990. Hectopsylla pascuali ingår i släktet Hectopsylla och familjen Tungidae. Inga underarter finns listade i Catalogue of Life.